# Oskar Hecker
Oskar Ernst August Hecker, född 21 maj 1864 i Bersenbrück, död 19 september 1938 i München, var en tysk geodet och seismolog.
Hecker blev assistent vid geodetiska institutet i Potsdam 1891 och ständig medarbetare där 1901. År 1910 efterträdde han Georg Gerland som direktor för huvudstationen för seismologi i Strassburg, vilken 1919 flyttades till Jena. Hecker hade "honorärprofessors" titel och är känd för sina betydelsefulla undersökningar över tyngdkraftens intensitet på världshavens yta.